# Datsun Go
La Datsun Go est une citadine polyvalente commercialisée par le constructeur automobile japonais Nissan sous la marque Datsun depuis 2014. C'est le premier modèle depuis la renaissance de la marque Datsun, préalablement utilisée pour les exportations Nissan jusqu'en 1986. Nommé d'après le "Dat-Go", la première voiture de Datsun lancée au début du XXe siècle, la Go est disponible sur les marchés émergents tels que l'Inde, l'Afrique du Sud et l'Indonésie. Elle est basée sur la même plate-forme Nissan V que la Micra/March.
Elle est disponible en deux carrosseries bicorps : citadine 5 portes (Datsun Go) et break citadin 5 portes et 7 places (Datsun Go+ et Datsun Cross).

## Sécurité
Lors d'un crash test en Inde, la Go a reçu une note de zéro de Global NCAP, ce qui a incité son président, Max Mosley, à demander que la voiture soit retirée du marché dans une lettre adressée au PDG de Renault-Nissan, Carlos Ghosn, car elle était complètement détruite pendant le test. 

## Ventes
| Année | Indonesie[réf. souhaitée] | Indonesie[réf. souhaitée] | Indonesie[réf. souhaitée] |
| Année | Go                        | Go+                       | Cross                     |
| ----- | ------------------------- | ------------------------- | ------------------------- |
| 2014  | 2 733                     | 17 787                    |                           |
| 2015  | 9 462                     | 19 896                    |                           |
| 2016  | 8 833                     | 16 650                    |                           |
| 2017  | 4 303                     | 6 181                     |                           |
| 2018  | 4 782                     | 3 263                     | 2 293                     |
| 2019  | 3 013                     | 1 612                     | 1 862                     |
| 2020  | 215                       | 85                        |                           |

## Galerie

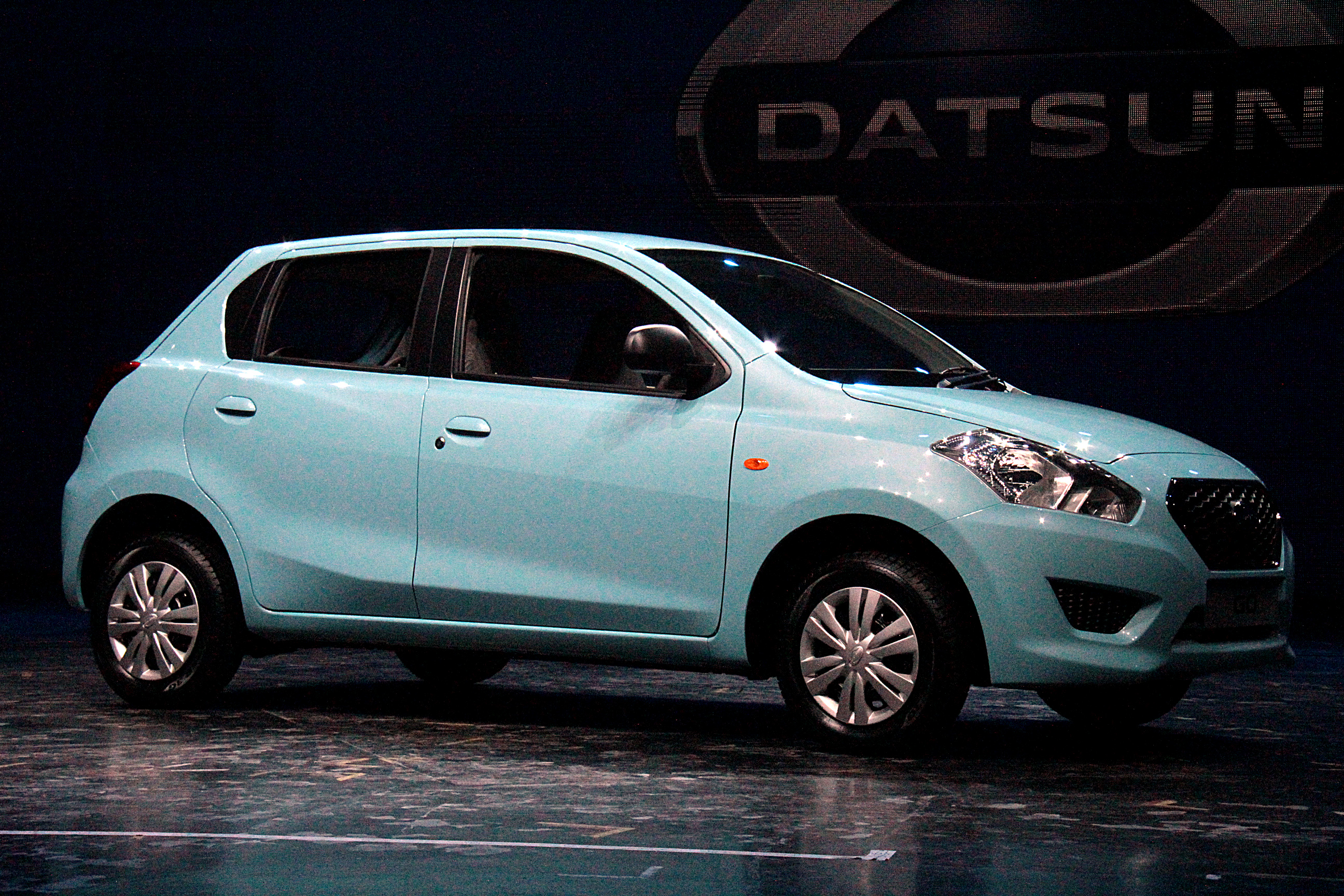
Lancement de la Datsun Go à New Delhi, Inde (avant)
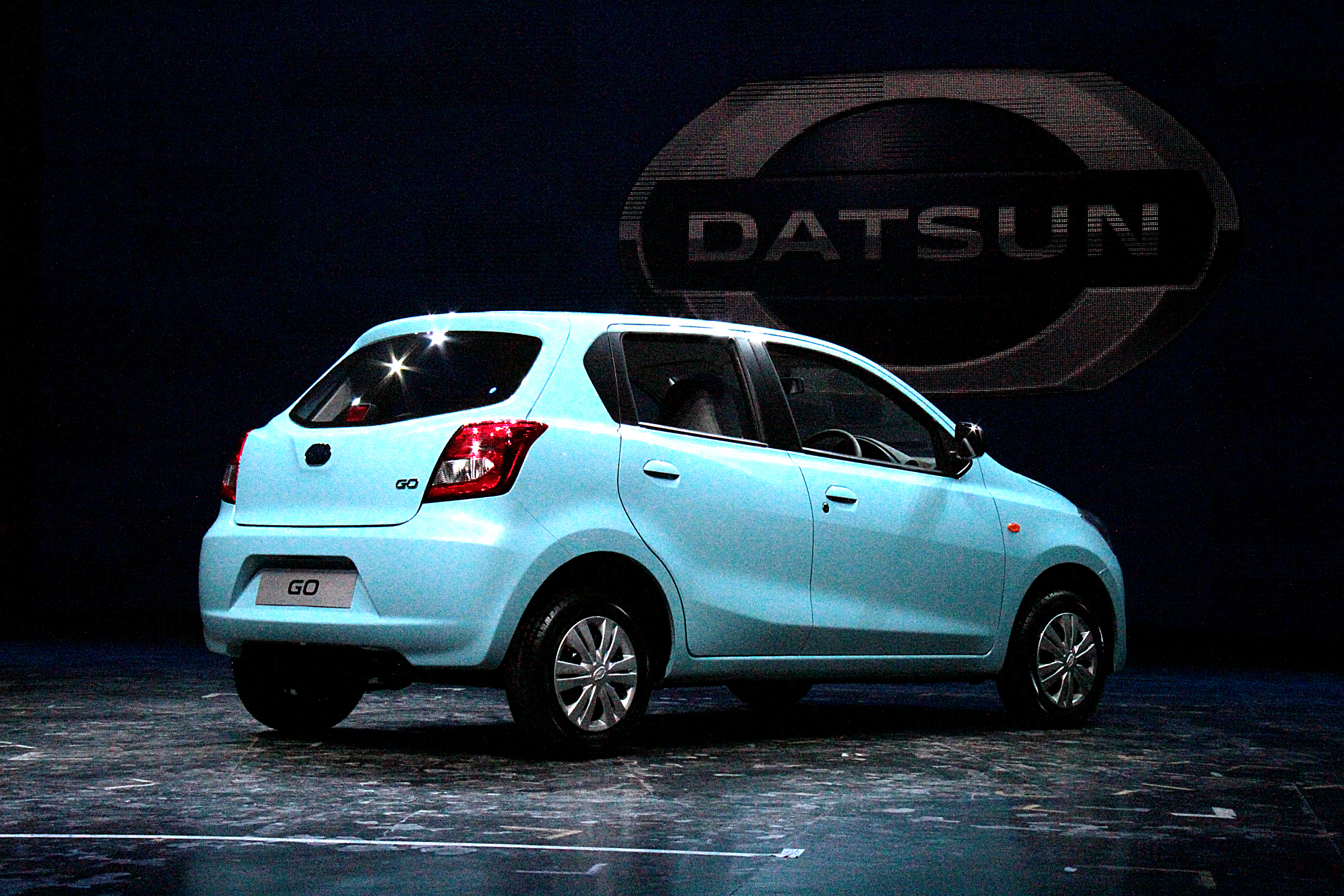
Lancement de la Datsun Go à New Delhi, Inde (arrière)
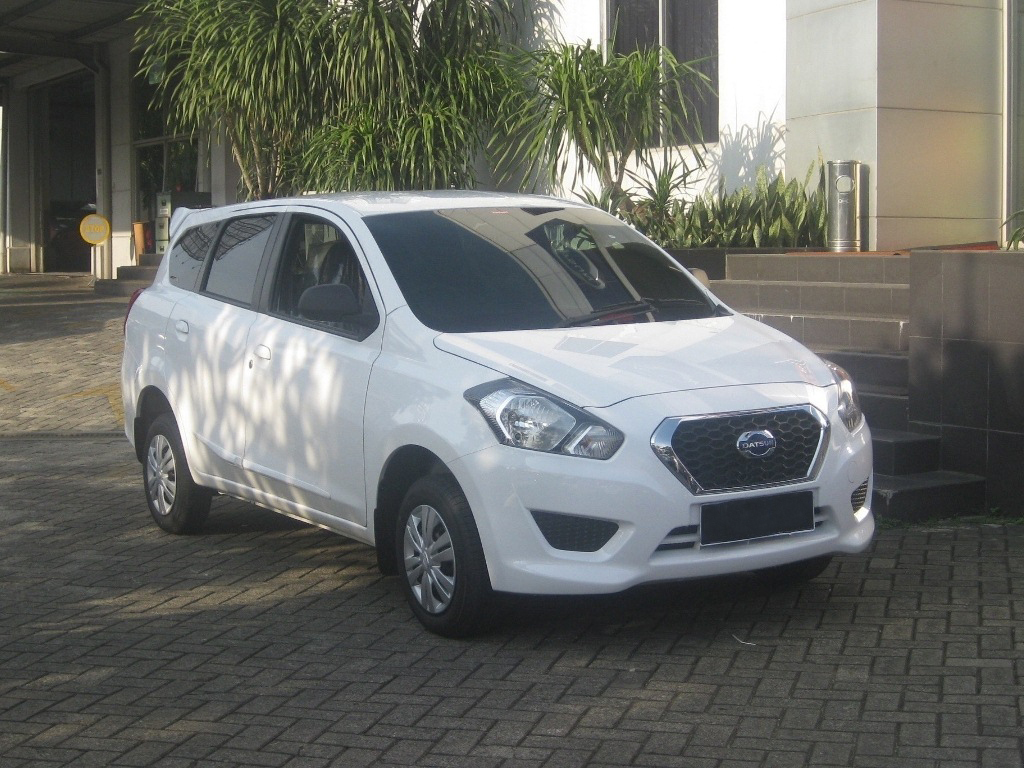
Datsun Go de 2015 + Panca T Option (pré-lifting, Indonésie)
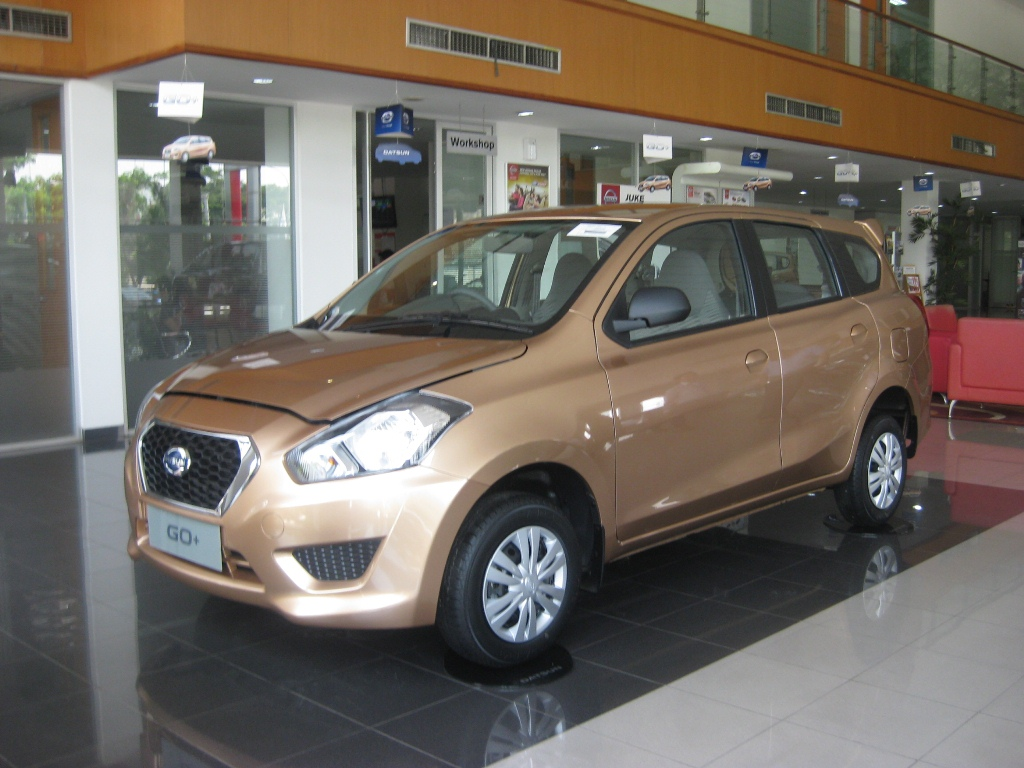
Datsun Go de 2015 + Panca T Option (pré-lifting, Indonésie)
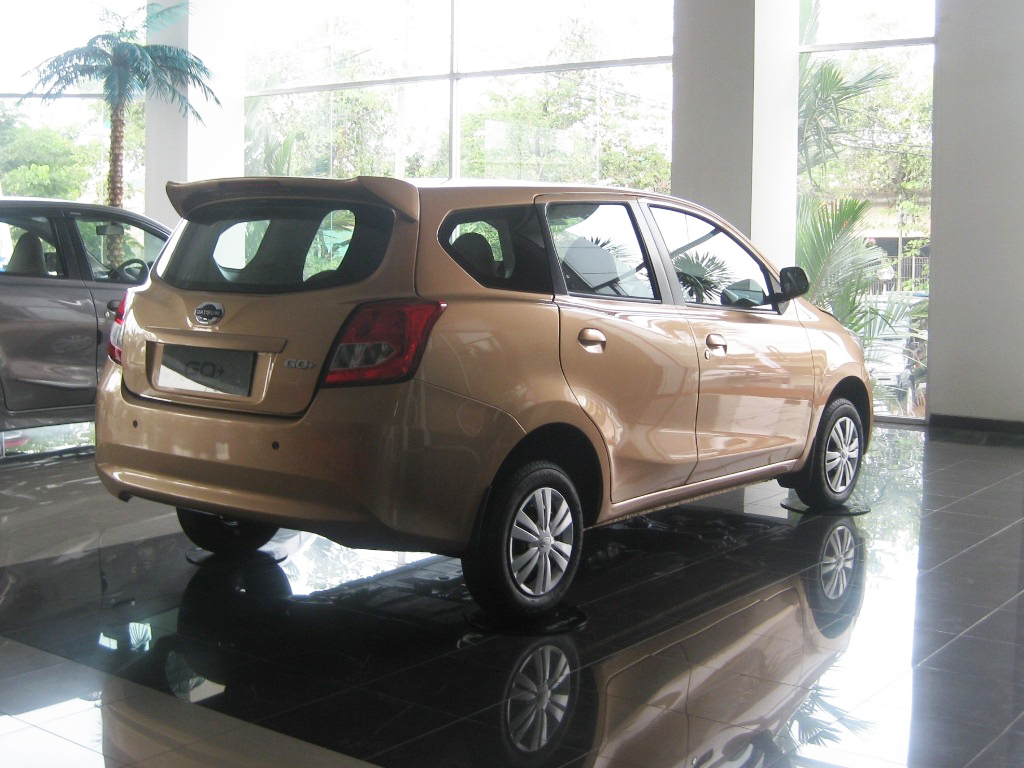
Datsun Go de 2015 + Panca T Option (pré-lifting, Indonésie)
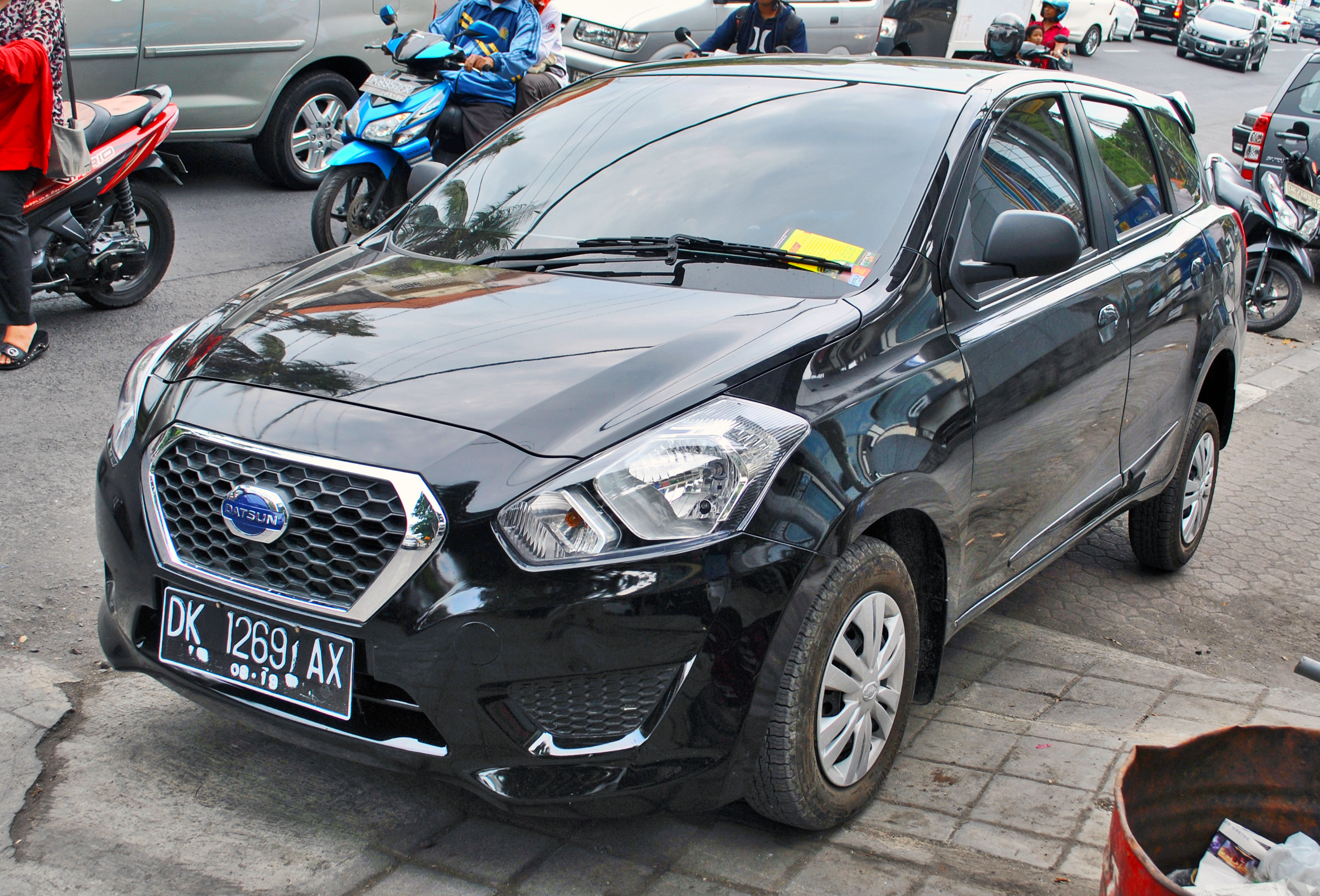
Datsun Go de 2015 + Panca T Option (pré-lifting, Indonésie)
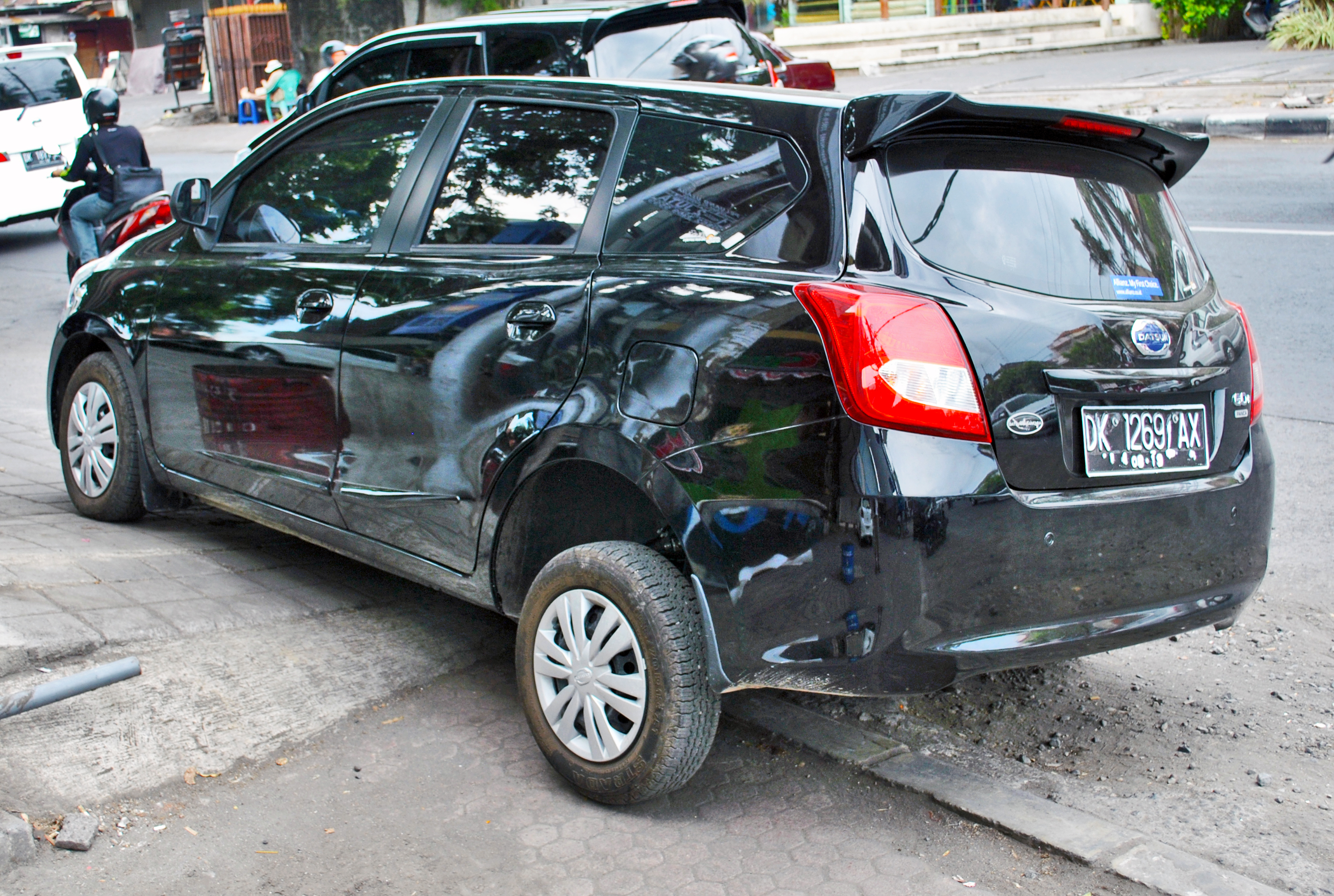
Datsun Go de 2015 Go + Panca T Option (pré-lifting, Indonésie)
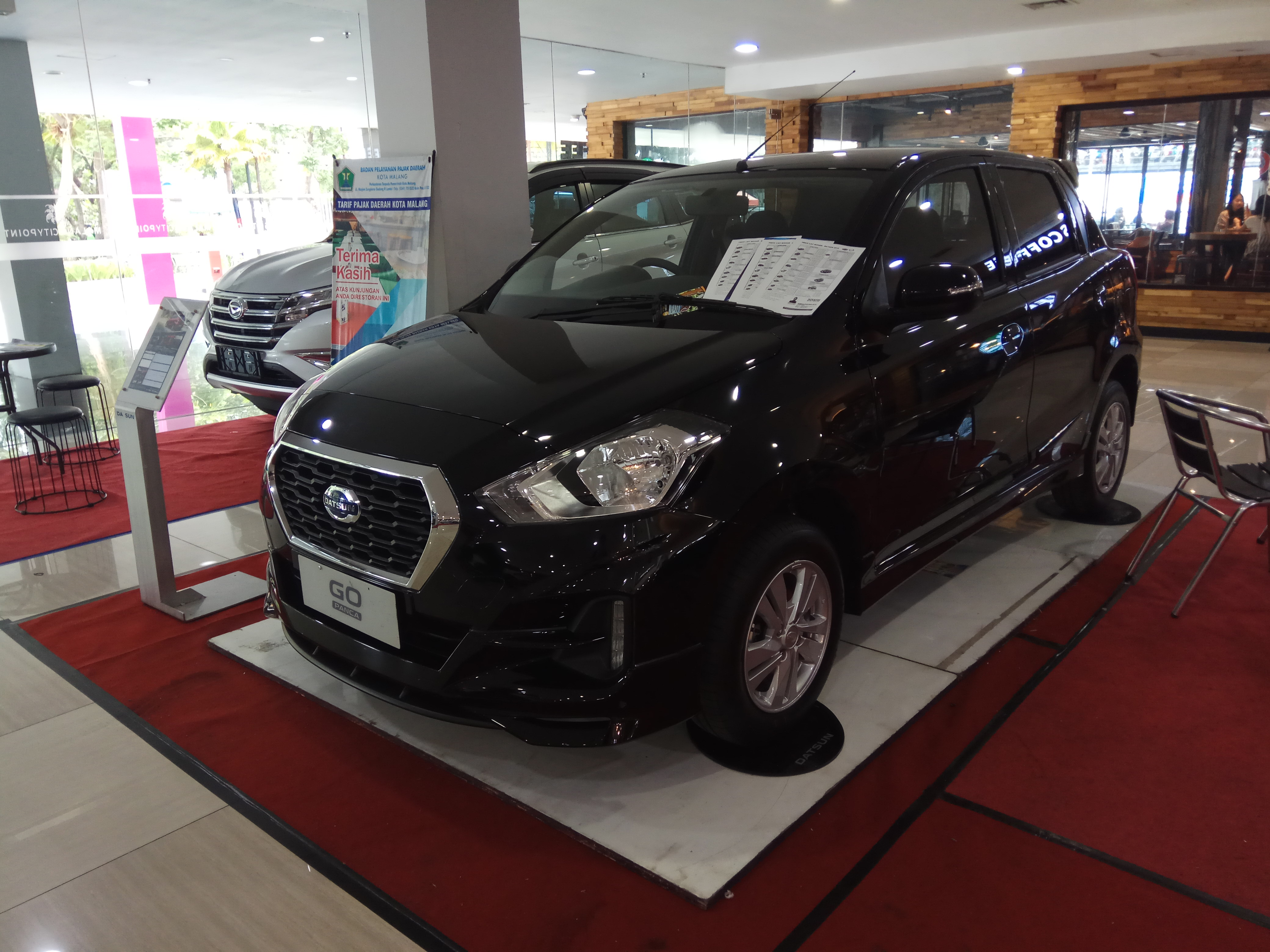
Datsun Go de 2018 Panca T Active (lifting, Indonésie)
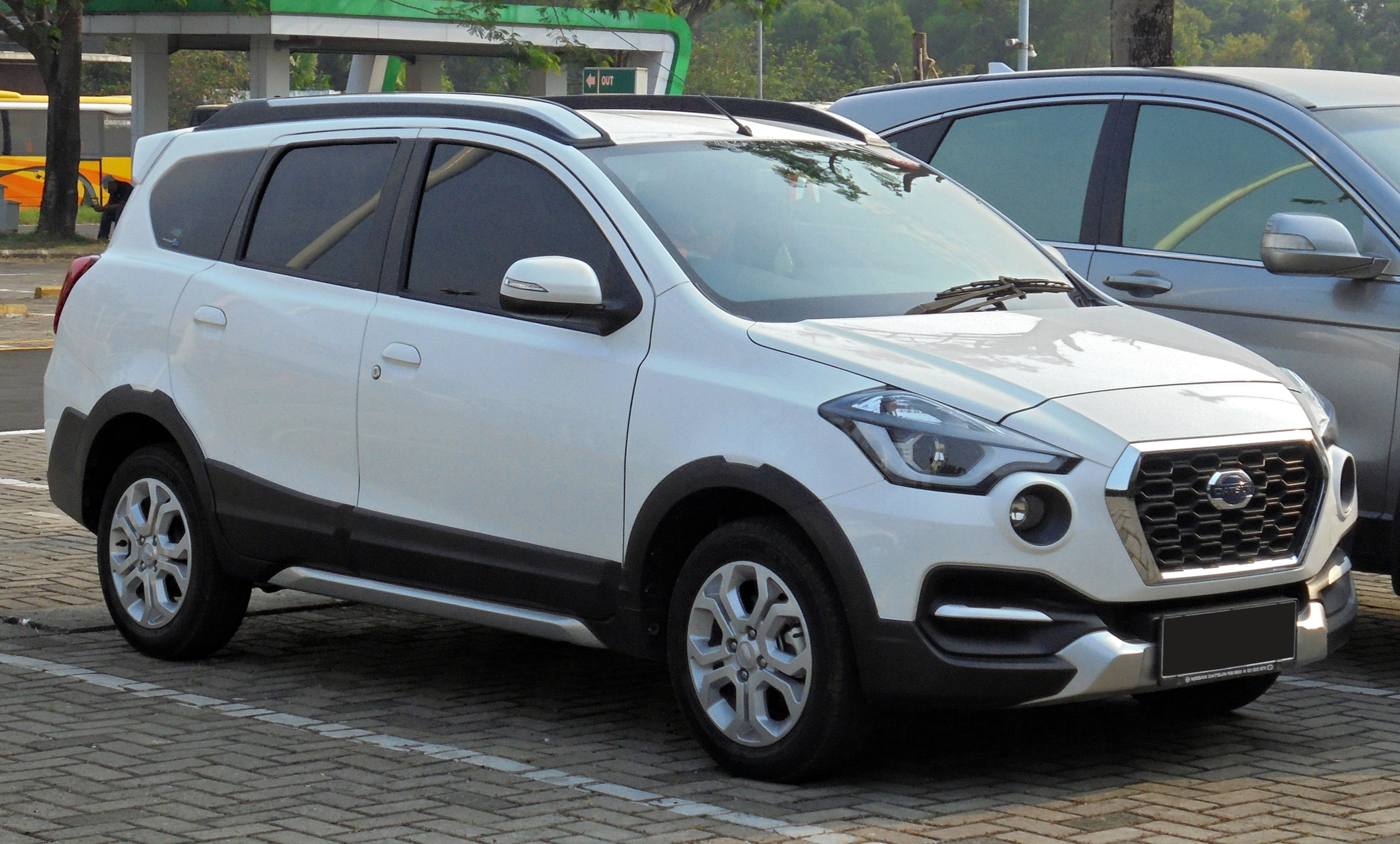
2018 Datsun Cross 1.2 CVT (Indonésie)
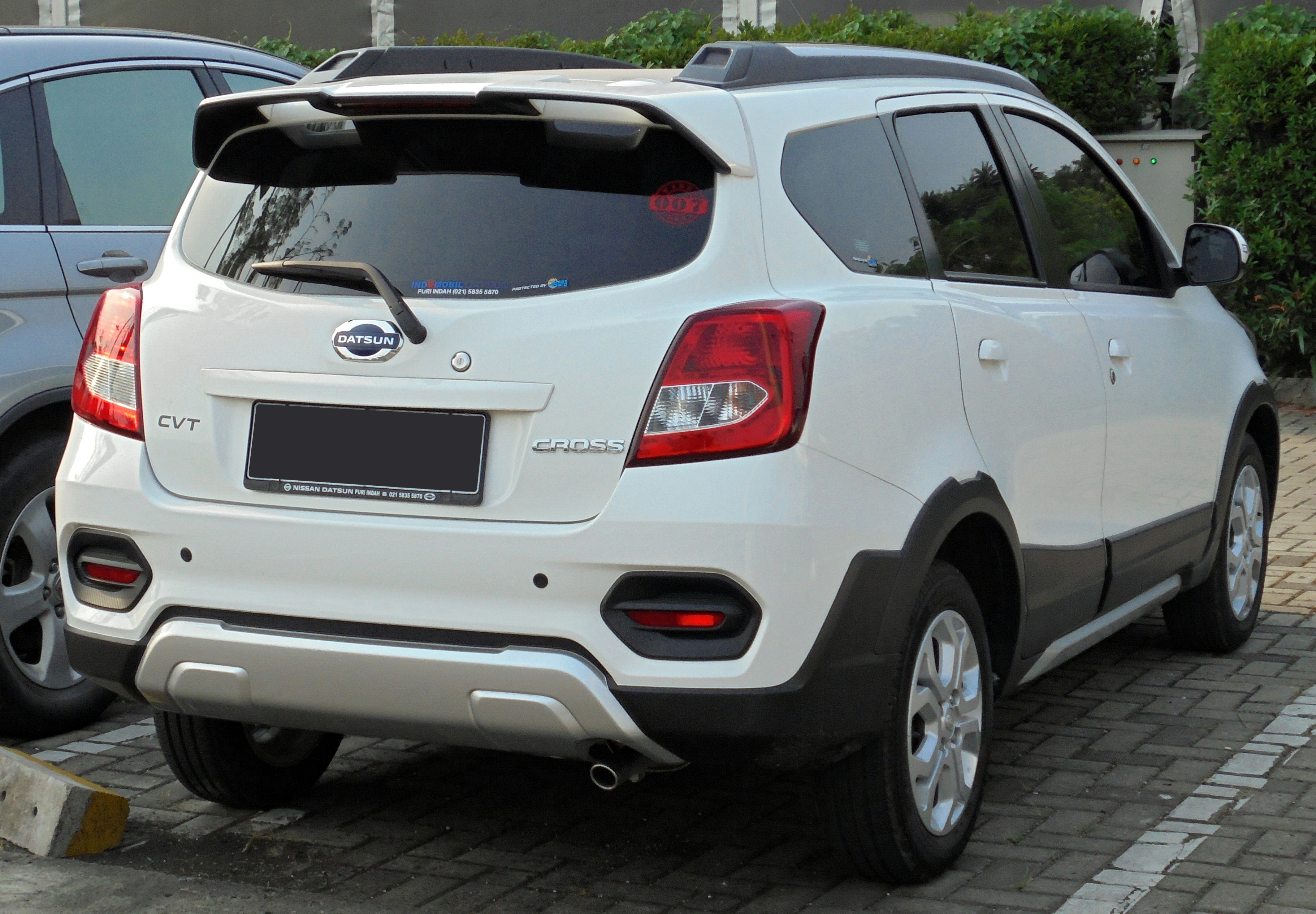
2018 Datsun Cross 1.2 CVT (Indonésie)